# Případ komisaře Maigreta
Případ komisaře Maigreta (Maigret et l'affaire Saint-Fiacre) je francouzsko-italský hraný film z roku 1959, který natočil Jean Delannoy podle románu Georgese Simenona. Komisaře Maigreta hrál Jean Gabin.

## Děj
Komisař Maigret se na pozvání hraběnky de Saint-Fiacre vrací do svého rodného městečka Saint-Fiacre, kde strávil dětství. Maigretův otec byl správcem jejich panství. Hraběnka obdržela anonymní dopis oznamující její smrt na Popeleční středu. Maigret nepřikládá dopisu důležitost, avšak zůstává do druhého dne, aby se ujistil, že je hraběnka v pořádku. Nachází zámek ve velmi žalostném stavu, hraběnka postupně rozprodává majetek, aby zabezpečila svého marnotratného syna žijícího v Paříži. Následujícího dne jde Maigret do kostela na mši, kde je svědkem, jak hraběnka zemře na srdeční infarkt. Komisař je ovšem přesvědčen, že tento infarkt není náhoda, ale hraběnka se stala obětí rafinovaného zločinu. Maigret zahájí neoficiální vyšetřování.

## Obsazení
| Jean Gabin          | komisař Maigret                         |
| Michel Auclair      | hraběnka de Saint-Fiacre                |
| Valentine Tessier   | Maurice de Saint-Fiacre, její syn       |
| Robert Hirsch       | Lucien Sabatier, tajemník               |
| Paul Frankeur       | doktor Bouchardon                       |
| Michel Vitold       | abbé Jodet, farář                       |
| Camille Guérini     | Gautier, správce panství                |
| Serge Rousseau      | Émile Gautier, jeho syn                 |
| Micheline Luccioni  | Arlette                                 |
| Jacques Morel       | advokát Mauléon                         |
| Gabrielle Fontan    | Marie Tatin, majitelka obchodu          |
| Jean-Pierre Granval | novinář                                 |
| Armande Navarre     | Myriam                                  |
| Jacques Marin       | Albert, řidič hraběnky                  |
| Hélène Tossy        | Adèle Gautier, manželka správce panství |
| Marcel Pérès        | kostelník                               |
| Christian Rauth     | ministrant Ernest Bouffard              |
| Andrée Tainsy       | majitelka baru "Hula-Hoop"              |
| Évelyne Istria      | služka na zámku                         |
| Marcel Bernier      | inspektor                               |
| Robert Balpo        | ředitel banky                           |
| Christian Brocard   | novinář                                 |
| Guy Henry           | inspektor                               |